# Paul Séjourné
Pour les articles homonymes, voir Séjourné.
Paul Séjourné, né le 1er décembre 1851 à Orléans et mort le 14 janvier 1939 à Paris, est un ingénieur français, spécialisé dans la construction de grands ponts en maçonnerie, domaine technique auquel il a apporté d’importantes innovations.

## Biographie
Il est né le 1er décembre 1851 à Orléans, fils de Jean-Aimé-Eugène Séjourné, professeur de mathématiques, et de Françoise-Eulalie Bignon. 
Diplômé de l'École polytechnique en 1873 et de l’École nationale des ponts et chaussées en 1876, il est nommé Ingénieur des ponts et chaussées à Mende en 1877, puis à Toulouse en 1890. Dans ces deux postes il est chargé de la supervision de plusieurs lignes de chemin de fer en projet ou en construction. Ses méthodes innovantes le font remarquer. En 1886, il est décoré de l'Ordre national de la Légion d'honneur avec ce motif : « a conçu et construit, sur diverses lignes de chemin de fer, des ponts à grande ouverture dignes d'être cités comme modèles (...) ».
Il se met en congé de 1890 à 1893 pour travailler pour la Compagnie Fives-Lille en Espagne. En 1896, il quitte l’administration et entre à la Compagnie des chemins de fer de Paris à Lyon et à la Méditerranée (PLM) comme ingénieur en chef à Dijon, ce qui ne l'empêche pas de procéder à d'autres travaux importants, comme la construction du célèbre pont Adolphe à Luxembourg. Il devient chef du service des constructions du PLM en 1909 et dirige dans ce cadre la construction du Tunnel du Mont d'Or. En 1916, Lyautey lui confie la direction des lignes de chemins de fer au Maroc. Il est nommé sous-directeur du PLM en 1919, et quittera la compagnie en 1927, à l'âge de 76 ans, avec le titre de directeur honoraire.
De 1901 à 1922 il est chargé du cours de ponts en maçonnerie à l'ENPC. Il publie entre 1913 et 1916 les six volumes de son ouvrage Grandes voûtes, traité qui rassemble toutes les connaissances sur les ponts en maçonnerie. En 1924 il est élu membre de l’Académie des Sciences, qui lui avait décerné en 1918 le prix Caméré. En 1926, il est promu grand officier de la Légion d'honneur.
Paul Séjourné est enterré au Cimetière de Montmartre, à Paris. Un buste de Paul Séjourné se trouve dans le hall principal de l’École nationale des ponts et chaussées, rue des Saints-Pères, à Paris.

### Vie privée
Son père, Jean-Aimé-Eugène Séjourné, est nommé agrégé des lycées pour l'enseignement des sciences en 1856, il est alors chargé du cours de mathématiques pures et appliquées au lycée impérial de Vendôme, était né à La Ville-aux-Clercs, fils de Jean Séjourné et de Françoise-Claude Babillot.
Paul Séjourné épouse Marie-Rose-Antoinette Lesueur de Pérès le 8 mai 1881 à Marmande (acte no 19, vue 224/316 du registre 1878/1882), elle est née le 22 octobre 1854 à Marmande, (vue 169/784 du registre 1853/1862), fille de Jean-Louis-Antoine-Nicolas-Auguste Lesueur de Pérès, procureur impérial et de Marie-Louise-Inès Brousteau,
Paul Séjourné et Antoinette Lesueur de Pérès ont cinq enfants :
- Françoise-Aimée-Madeleine Séjourné, née le 22 novembre 1882 à Marmande, elle épouse Stéphane-Henri Thouvenot, ingénieur des ponts et chaussées le 26 juin 1907 à Paris 6e ;
- Jacques-Maurice-Louis-Jean Séjourné, né le 1er janvier 1886 à Marmande, courtier de change, a été marié trois fois ;
- Solange Séjourné, née le 19 février 1887 à Marmande, elle épouse René-Gabriel Méchin, ingénieur des ponts et chaussées le 13 mai 1911 à Paris 6e ;
- Maurice-Eugène Séjourné, ingénieur civil des ponts et chaussées, né le 15 septembre 1889 à Toulouse, décédé à Paris 6e, le 29 septembre 1941 ;
- Louis-Aignan Séjourné, capitaine aviateur, frère jumeau de Maurice, né le 15 septembre 1889 à Toulouse, décédé à Fort-de-France (Martinique), le 6 février 1931.

Les deux frères jumeaux feront la guerre 1914-1918 dans l'escadrille N 65 – SPA 65.
Paul Séjourné est inhumé au cimetière de Montmartre, 21e division, côte avenue Berlioz, avec son épouse et sa fille Françoise-Aimée-Madeleine Séjourné. Dans la tombe repose aussi Joséphine d’Espeyron, épouse de Louis de Verdun, fille unique de Pierre d'Espeyron, lequel participe au siège de Yorktown en 1781, et qui finira sa carrière à l'armée des émigrés, soit l'armée de Condé.

## Apports techniques
Paul Séjourné développe des techniques innovantes :
- Sur le calcul et la conception des cintres : il démontre l’intérêt de la construction des voûtes par rouleaux successifs et du clavage par tronçons. Au lieu de construire un cintre unique et coûteux comme on le fait depuis la Renaissance, il met en place un cintre partiel plus léger de 20 à 70 %, retrouvant une technique empirique utilisée par les Romains et jusqu’au Moyen Âge. Sur les cintres retroussés, il réalise le raidissement à volonté par tirants d'acier à l'aide de tendeurs à vis[2] ;
- Sur la construction de la voûte : mise en œuvre pour la première fois lors de la construction du pont Adolphe à Luxembourg, la voûte est dédoublée en deux anneaux reliés entre eux par le tablier, ce qui fait porter les efforts par deux structures séparées, plus légères à supporter par les culées. Il réutilisera sa technique des « ponts jumeaux » à Lyon (pont Wilson), à Toulouse (pont des Amidonniers)[4], et le procédé sera ensuite systématisé jusqu'à l'étranger, donnant lieu à la définition d’un « type Séjourné » caractéristique de l'époque[5].

Alors que plusieurs de ses contemporains, tel Gustave Eiffel, utilisent systématiquement le métal, Séjourné continua à construire ou à concevoir des ponts de grande portée en maçonnerie jusqu'à la fin des années 1920. Plus tard, les conditions économiques conduiront à l’abandon des ouvrages en maçonnerie de grandes dimensions au profit du béton.

## Ouvrages d’art
Paul Séjourné participe aux ouvrages d’art suivants en tant que :

### Concepteur
- 1882-1884 : viaduc de L'Isle-Jourdain enjambant la Vienne, sur la ligne de Civray à Lussac ;
- 1884 : pont Antoinette (dit pont de l’Aiguillou) à Sémalens, pont ferroviaire de Lavaur, pont de Saint-Waast à Coufouleux, tous trois sur la ligne de Montauban-Ville-Bourbon à La Crémade ;
- 1884 : pont du Castelet à Perles-et-Castelet (Ariège), sur la ligne de Portet-Saint-Simon à Puigcerda (frontière) ;
- 1904 : pont Adolphe à Luxembourg (pont routier sur la Pétrusse, dont l'arche centrale de 84 mètres de portée dépassait de 17 mètres la plus grande voûte existant alors) ;
- 1907 : pont du canal de Brienne, dit pont Séjourné, à Toulouse ;
- 1908 : pont de Fontpédrouse (pont Séjourné) et viaduc de la Cabanasse (1908) à Mont-Louis sur la Ligne de Cerdagne ;
- 1909 : viaduc de Chanteloube sur la Ligne de Chorges à Barcelonnette jamais achevée ;
- 1911 : pont des Amidonniers, dit pont des Catalans, à Toulouse (pont routier sur la Garonne) ;
- 1912 : viaducs de Morez (Jura) sur la ligne d'Andelot-en-Montagne à La Cluse ; pont de Sidi Rached à Constantine (Algérie) ;
- 1914 : viaduc de la calanque des Eaux salées, viaduc de Corbière, viaduc de la calanque de la Vesse, sur la ligne de Miramas à l'Estaque ;
- 1915 : Tunnel du Mont-d'Or sur la ligne de Dijon-Ville à Vallorbe (frontière) ;
- 1922 : viaduc de Saorge (Alpes-Maritimes), sur la ligne de Coni à Vintimille, (détruit en 1940 par le Génie français) ;
- 1925 : viaduc de Laussonne et Viaduc de la Recoumène, sur la ligne transcévenole, jamais achevée ;
- 1926 : viaducs d’Erbosseria à Peille, de L'Escarène, du Caï (sur la Bévéra) sur la ligne de Nice à Breil-sur-Roya, du Scarassouï (sur la Roya), de Saint-Dalmas-de-Tende, sur la ligne de Coni à Vintimille ; le viaduc de Scarassouï, détruit en 1944 par la Wehrmacht qui ne fut pas reconstruit à l'identique et enfin le pont routier de Compiègne sur l'Oise dit aussi « pont Séjourné », détruit par le Génie Français en juin 1940 ;
- 1928 : viaduc de la Roizonne et Viaduc de la Bonne, sur la ligne de la Mure à Corps, aujourd'hui ponts routiers.

### Ingénieur
- 1888 : chantier du chemin de fer Transcaspien à Samarcande (Ouzbékistan) ;
- 1890/91 : ingénieur de construction de la section de ligne Marmande Casteljaloux sur la ligne de Marmande à Mont-de-Marsan ;
- 1912 : ligne d'Andelot-en-Montagne à La Cluse (Jura).

### Ingénieur en chef
- 1908 : ligne de Bort-les-Orgues à Neussargues, dans le Massif Central ;
- 1920 à 1934 : au Maroc, réalisation des lignes de Casablanca à Oued-Zem, à Rabat, à Marrakech, et de la jonction Fès - Oujda achevant la « Voie impériale » Marrakech - Tunis[2] ;
- 1926 : ligne de Coni à Vintimille.

## Galerie

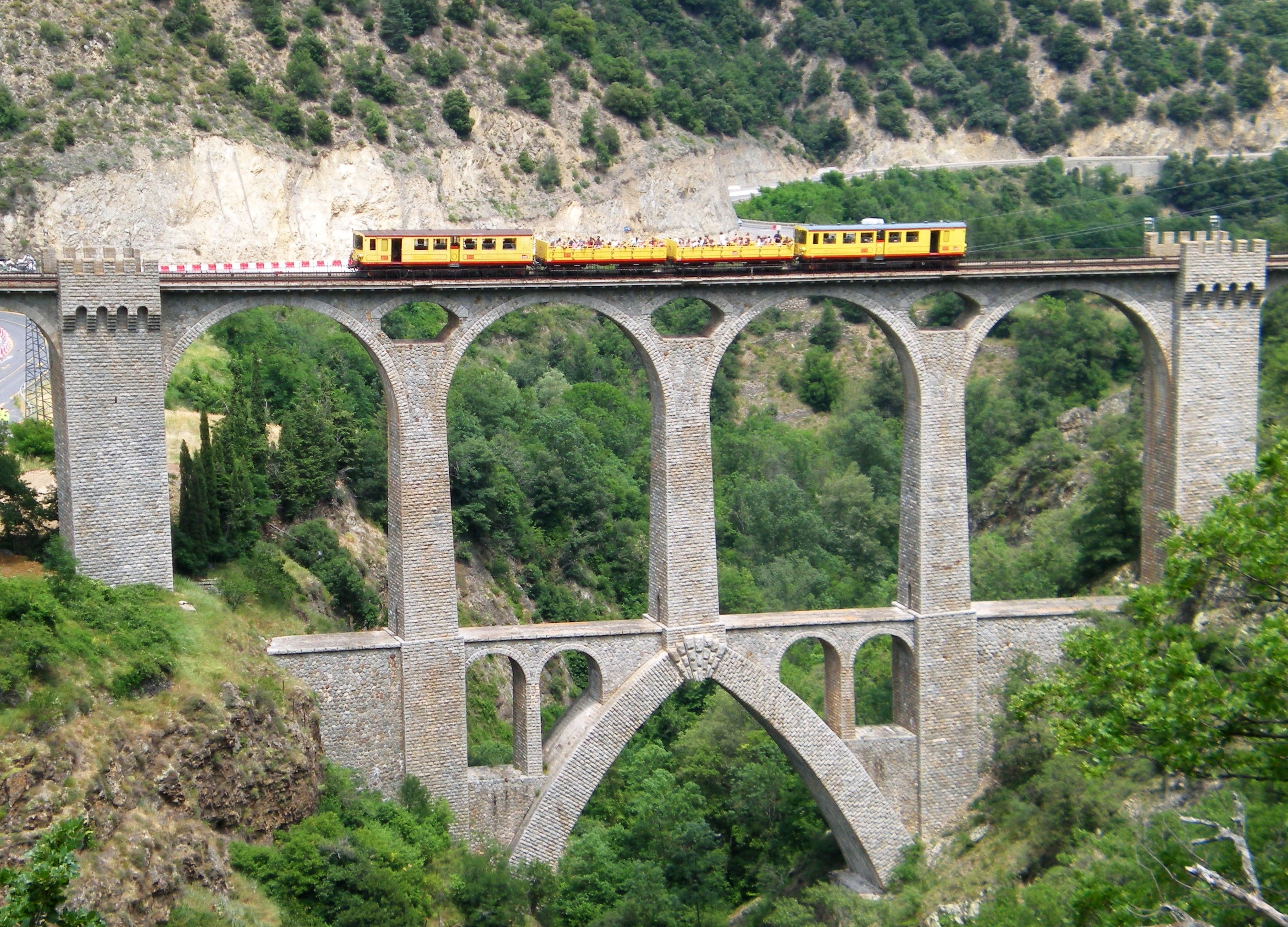
Le pont Séjourné ou pont de Fontpédrouse, l'un des plus célèbres.
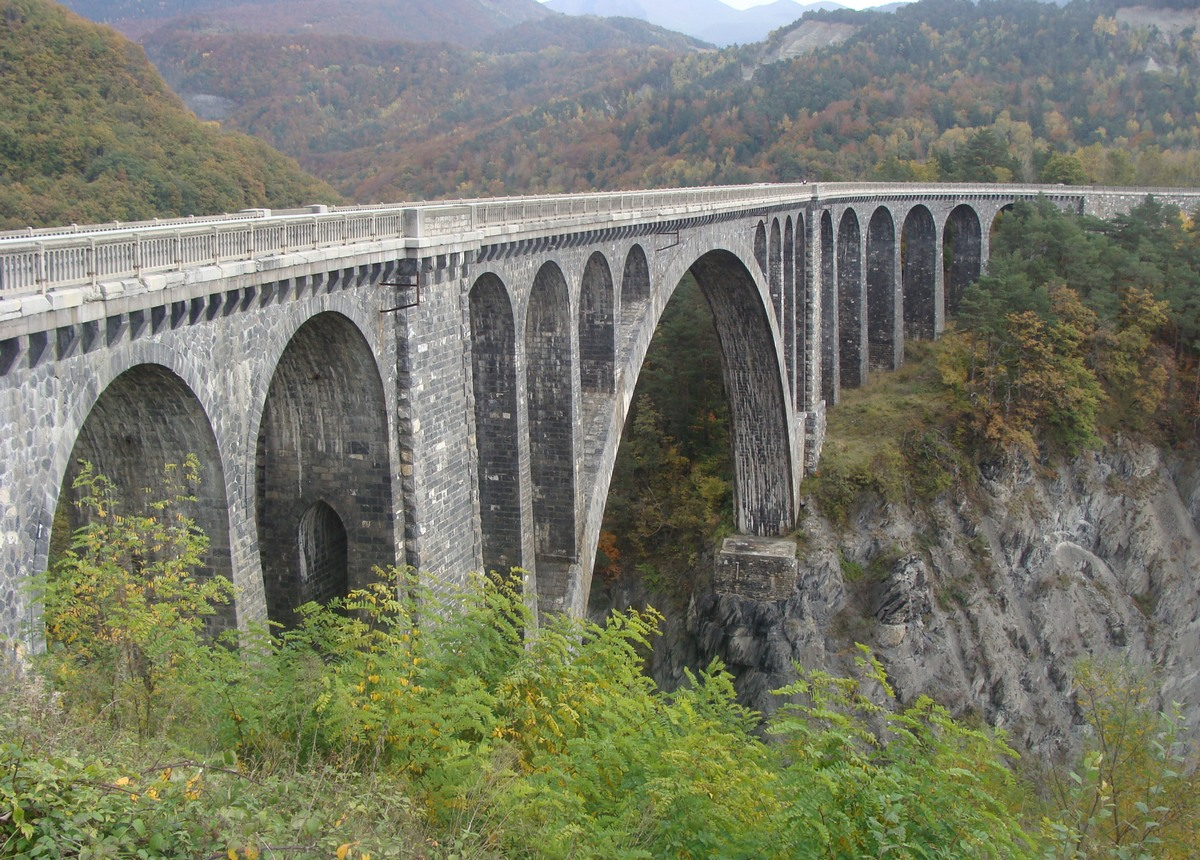
Le viaduc de la Roizonne, dernier grand ouvrage de Paul Séjourné.
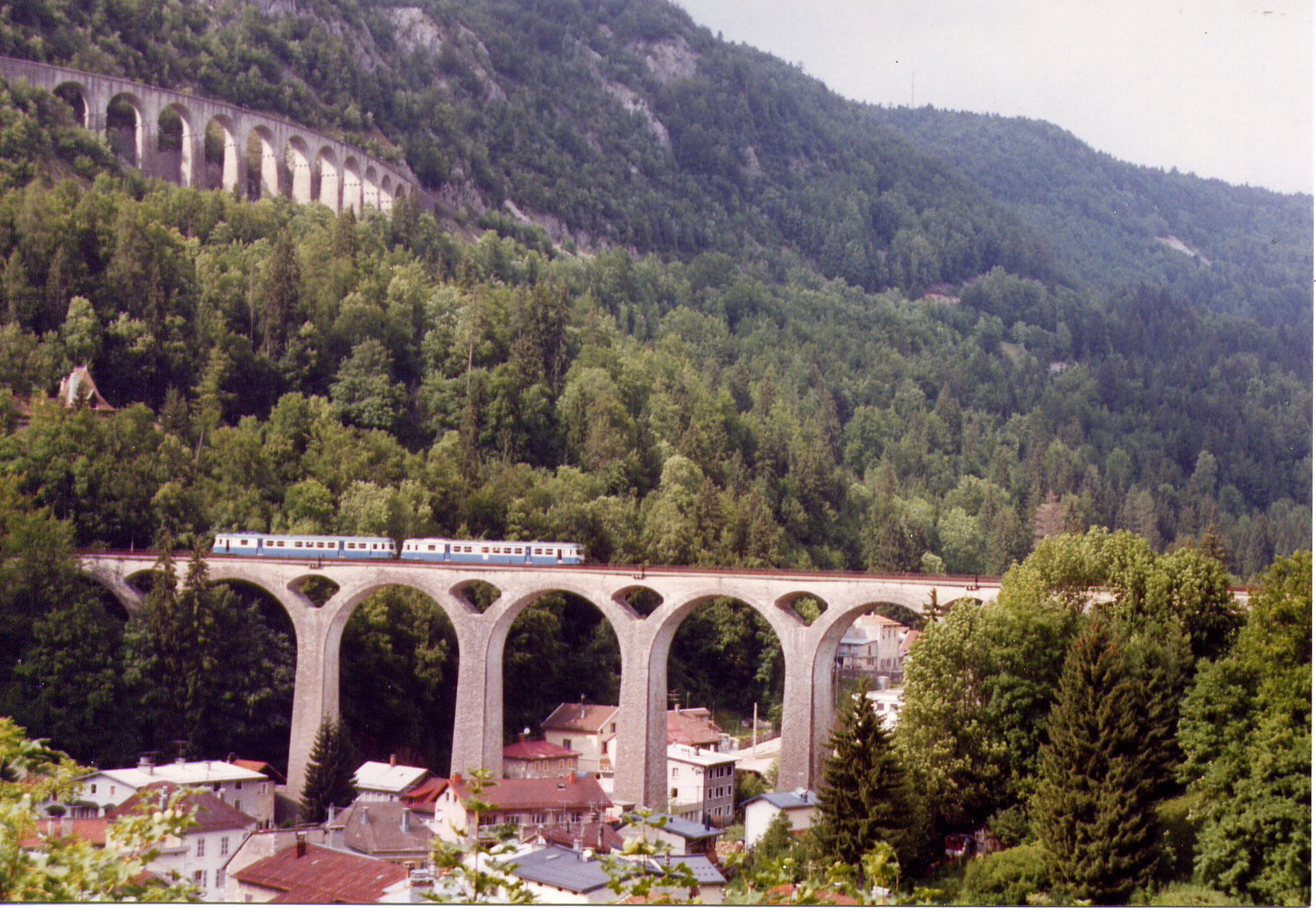
Les viaducs de Morez (Jura), sur la ligne d'Andelot-en-Montagne à La Cluse.
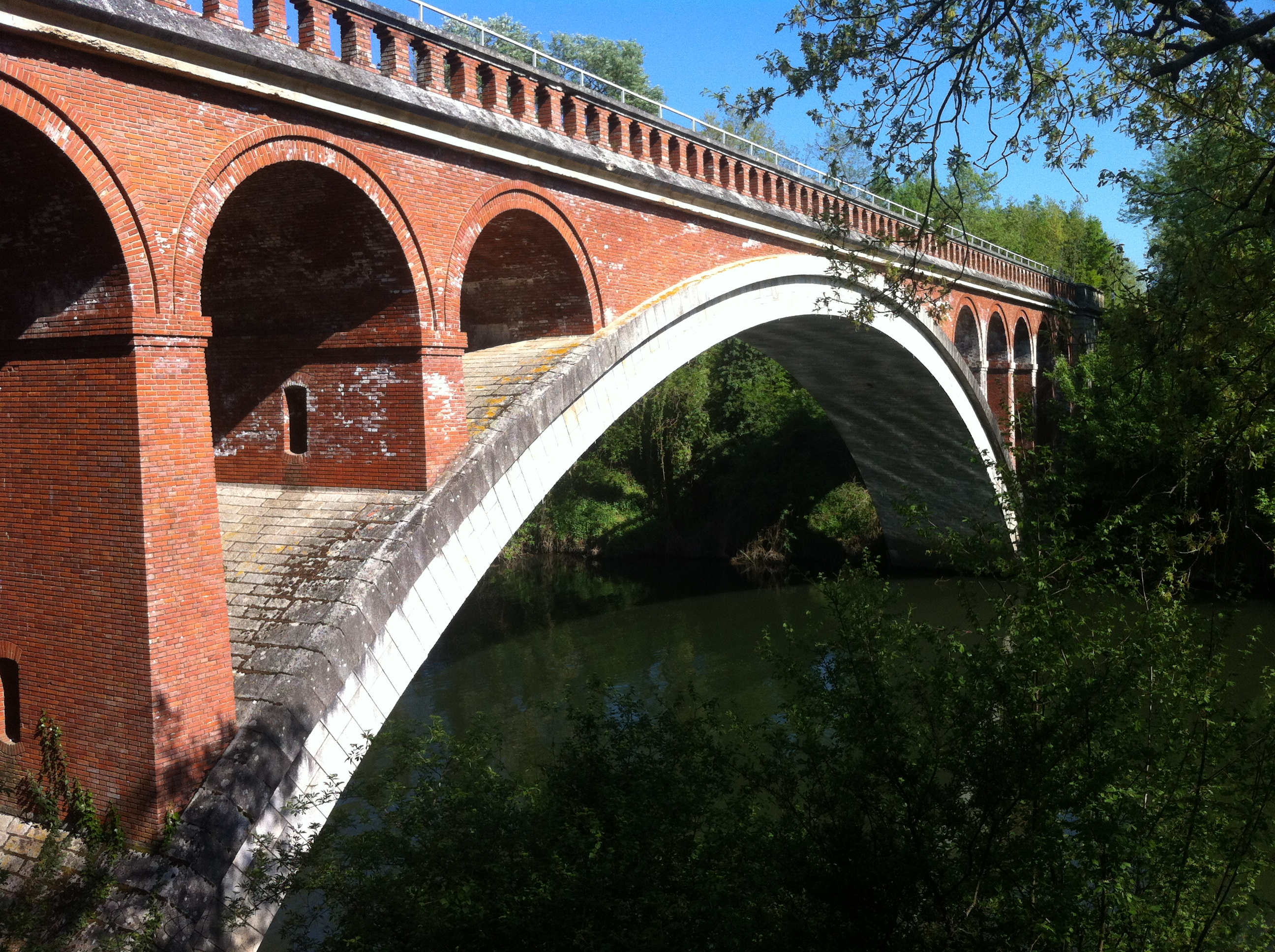
Le pont Antoinette (dit « pont de l'Aiguillou ») sur l'Agout à Sémalens.
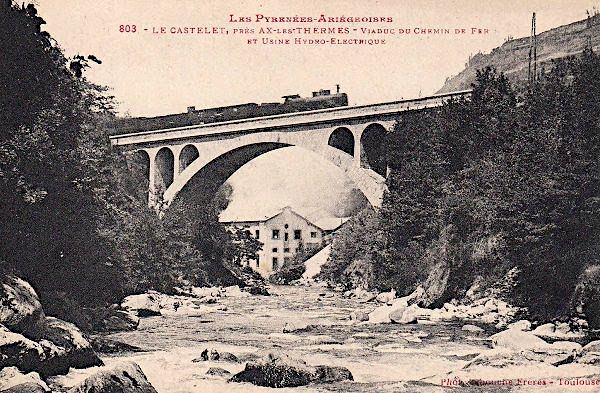
Vue du viaduc du chemin de fer, réalisé en 1884 sur la ligne de Portet-Saint-Simon à Puigcerda, à Perles-et-Castelet, près d'Ax-les-Thermes.